# Болеслав Кем
Болеслав Еміль Кем (пол. Bolesław Emil Keim, нар. 1880 — пом. ?)  — польський учитель, у часи Другої Речі Посполитої президент Стрия.

## Життєпис
Болеслав Кем народився у 1880 році. У 1902 році отримав атестат зрілості у Чоловічій гімназії класичного типу імені Королеви Софії в Сяніку (з ним у класі навчались: Веслав Кравчинський, Тадеуш М'якиш, Мечислав Виґживальский, Ян Закшевський). Закінчив філологічні студії, отримавши докторський ступінь.
Він став вчителем і працював у Стрию як перед Першою світовою війною, так і в незалежній Польщі після 1918 року: в жіночій учительській семінарії, Другій державній гімназії, де викладав польську і латинську мови, історію, географію і був префектом гуртожитка.
Болеслав Кем був тенором і членом хорового товариства пісні «Gęźba» у Стрию. 14 квітня 1929 року Болеслав Кем був обраний президентом польського гімнастичного товариства «Сокіл» у Стрию. У 1938 році Болеслав Кем входив до складу редакції журналу «Złoty Szlak». Був президентом відділу Морської і колоніальної ліги в Стрию. У період Другої Речі Посполитої Болеслав Кем був президентом Стрия.
У 1937 році Болеслав Кем був нагороджений Срібним хрестом заслуги.